# 烏托羅皮
48°23′11″N 24°58′59″E / 48.38639°N 24.98306°E
烏托羅皮（烏克蘭語：Уторопи），是烏克蘭的村落，位於該國西部伊萬諾-弗蘭科夫斯克州，由科索夫區負責管轄，始建於1367年，面積32.7平方公里，2001年人口2,218，人口密度每平方公里67.9人。